# Мастропьетро, Орио
Орио Мастропьетро или Орио Малипьеро (итал. Malpiero, Malipiero, Mastro Pietro; ? — 1192) — 40-й венецианский дож.
Мастропьетро до избрания дожем был самым богатым венецианцем своего времени. Он неоднократно поддерживал республику кредитами во время финансовых кризисов.
За свою карьеру он побывал успешным дипломатом, послом в Константинополе, судьёй. Был уполномоченным Венеции при переговорах между папой Александром III и императором Священной Римской империи Фридрихом Барбароссой.
Мастропьетро был выдвинут на пост дожа уже после смерти Витале II Микеля в 1172 году, но отказался из-за своего молодого возраста, в пользу Себастиано Дзиани.
Себастьяно Дзиани изменил процедуру выборов дожа, и после его смерти, Орио стал первым дожем, избранным Комитетом сорока.
В годы правления дожа Венецианская республика испытывала значительные проблемы во внешней политике. Притеснения Венеции в первую очередь осуществлялись Византийской империей, которая при императоре Андронике I устроила гонения на венецианских купцов на подконтрольных ей территориях. Многие торговцы и поселенцы были убиты, остальные согнаны в выделенные кварталы, все торговые дворы были разрушены, а товары конфискованы. В то же время, Венеция не могла прийти на помощь своим гражданам, так как терпела поражение за поражением от венгерских королей, которые к тому времени захватили город Зару, разгромили венецианский флот, включили в свои владения всю Далмацию.
Ослабление давления на Венецию совпало с походом в Грецию, предпринятым норманнским королём Сицилии Вильгельмом II. Кроме того, после смерти в 1185 году императора Андроника I, его наследник Исаак II Ангел пошел на переговоры с венецианцами. Переговоры проведенные следующим дожем Энрико Дандоло, были благоприятными для Венеции, она получила значительную компенсацию и ряд торговых привилегий.
Орио Мастропьетро в 1192 году под грузом государственных решений отказался от поста дожа и ушёл в монастырь Санта-Кроче, где в том же году и умер